# Алексино (Шекснинский район)
Алексино — деревня в Шекснинском районе Вологодской области.
Входит в состав сельского поселения Фоминского, с точки зрения административно-территориального деления — в Фоминский сельсовет.
Расстояние по автодороге до районного центра Шексны — 52 км, до центра муниципального образования Фоминского — 3 км.
По переписи 2002 года население — 14 человек.